# Laurence Arthur Rickels
Laurence Arthur Rickels (* 2. Dezember 1954 in Cherokee, Iowa) lehrte von 1982 bis 2011 als Professor für deutsche und vergleichende Literatur an der University of California in Santa Barbara und Lehrbeauftragter der Fakultät für Film und Kunst.

## Leben und Werk
An der Lawrenceville School in New Jersey verfasste Rickels eine unabhängige Studie über den pathogenen Einfluss verdrängter Trauer von Überlebenden der Konzentrationslager während des Zweiten Weltkriegs, für die er 1972 den Sterling Morton-Preis gewann.
Seinen BA in Englischer Literatur erhielt er 1975 an der University of Pennsylvania. Zwischenzeitlich verbrachte er ein Auslandssemester an der Freien Universität Berlin, wo er 1973 die Aufnahmeprüfung für ein Studium der deutschen Literatur ablegte.
Er promovierte in deutscher Literatur an der Princeton University im Jahre 1980.
Laurence Rickels erhielt 1994 seinen Master in klinischer Psychologie an der Antioch University in Südkalifornien. Er hat seit April 2011 eine Professur für Kunst und Theorie an der Akademie der Bildenden Künste Karlsruhe inne. Zurzeit lebt er in Karlsruhe sowie in Berlin.

## Werke
- Aberrations of Mourning: Writing on German Crypts. 1988, ISBN 0-8143-1826-6.
- Der unbetrauerbare Tod. 1989, ISBN 3-900767-21-1.
- The Case Of California. 1991, ISBN 0-8166-3878-0.
- The Vampire Lectures. 1999, ISBN 0-8166-3392-4.
- Nazi Psychoanalysis. Volume III: Psy-Fi. 2002, ISBN 0-8166-3701-6.
- Nazi Psychoanalysis. Volume II: Crypto-Fetishism. 2002, ISBN 0-8166-3699-0.
- Nazi Psychoanalysis. Volume I: Only Psychoanalysis Won the War. 2002, ISBN 0-8166-3697-4.
- Vampirismus Vorlesungen. 2007, ISBN 3-922660-60-6.
- The Devil Notebooks. 2008, ISBN 0-8166-5052-7.
- I Think I Am: Philip K. Dick. 2010, ISBN 0-8166-6666-0.
- Geprüfte Seelen. 2012, ISBN  978-3-85165-980-1.
- Die Unterwelt der Psychoanalyse. Übers. von Sigrid Berka, Thomas Gottwald u. a. Passagen, Wien 2014, ISBN 978-3-7092-0126-8
- Germany. A Science Fiction. Fort Wayne AntiOedipus Press, 2015, ISBN 978-0-9892391-7-2
- The Psycho Records. New York Wallflower/Columbia University Press, 2016, ISBN 978-0-231-18113-6
- Der integrierte Vampir (und was damit zusammenhängt). Passagen Verlag 2017, ISBN 978-3-7092-0257-9